# Ламб, Лоуренс
Лоуренс Моррис Ламб (англ. Lawrence Morris Lambe; 27 августа 1863, Монреаль — 12 марта 1919, Оттава) — канадский геолог и палеонтолог, один из основоположников канадской палеонтологии позвоночных (в частности, динозавров). Член Королевского общества Канады и Геологического общества Лондона.

## Биография
Лоуренс Ламб родился в 1863 году в Монреале (провинция Канада) в семье адвоката Уильяма Бушби Ламба. Лоуренс, единственный сын в семье, обучался в частных школах, а в 1883 году окончил Королевский военный колледж Канады. Однако слабое здоровье не позволило ему сделать военную карьеру, хотя до конца жизни он формально оставался лейтенантом Гвардейского пехотного полка генерал-губернатора и офицером резерва инженерного корпуса Канадской милиции.
По окончании учёбы Ламб получил место инженера в горном управлении Канадской тихоокеанской дороги, но его работа там не продлилась долго, так как он заболел тифом и вынужден был вернуться домой. С 1884 года Ламб начал работать в Управлении геологической разведки Канады как рисовальщик. Его учителем в этой роли был известный канадский зоолог и палеонтолог Дж. Ф. Уайтивс. В начале карьеры Ламб занимался преимущественно современными губками, а спустя некоторое время — ископаемыми кораллами (в общей сложности над публикациями о современных и ископаемых беспозвоночных он проработал 13 лет), но в 1890-е годы в центре его внимания уже оказались ископаемые позвоночные. Ламб участвовал в экспедициях по сбору материала для музея Управления геологической разведки (ныне часть Национальных музеев Канады) в районе реки Ред-Дир в Альберте, изобилующем окаменелостями мелового периода. В этот период он работал в Управлении геологической разведки с другим ведущим палеонтологом — Г. Ф. Осборном, у которого также некоторое время учился в Колумбийском университете. В 1903 году Ламбе сменил Осборна на посту главного эксперта по палеонтологии позвоночных Управления геологической разведки Канады.
За годы научной деятельности Ламб опубликовал свыше ста работ, описывающих ископаемых позвоночных Канады, а в конце жизни посвятил себя описанию динозавров из коллекций, собранных для Национального музея в районе Ред-Дир Ч. Х. Штернбергом и его сыновьями. Ламб был избран членом Королевского общества Канады, его почётным секретарём и казначеем, а также президентом секции геологических и биологических наук и (с 1914 года) постоянным членом совета Королевского общества. Помимо этого, он был действительным членом Геологического общества Лондона и членом-корреспондентом Американского общества палеонтологии позвоночных. Лоуренс Ламб скончался в Оттаве от пневмонии весной 1919 года, незадолго до смерти опубликовав описание очередного динозавра — Panoplosaurus mirus. Среди других динозавров, описанных Ламбом — Stegoceras (1902), Euoplocephalus (1910), Styracosaurus (1913), Chasmosaurus, Gryposaurus, Gorgosaurus (все — 1914), Eoceratops (1915) и Edmontosaurus (1917). В 1923 году в честь Ламба был назван новый род гадрозавридов — ламбеозавр.